# Bigarello
Bigarello (Bigarèl in dialetto mantovano) è una frazione geografica di 2 153 abitanti di San Giorgio Bigarello, di cui costituisce un municipio. Si trova in provincia di Mantova in Lombardia.
Fino al 31 dicembre 2018 ha costituito un comune autonomo. Esso confinava con i comuni di Castel d'Ario, Castelbelforte, Roncoferraro, San Giorgio di Mantova e Sorgà (VR).

## Origini del nome

Territorio dell'ex comune di Bigarello nella provincia di Mantova

Il nome di Bigarello deriva forse dalla biga dei romani.

## Storia

Vecchio stemma comunale

Si trattava di un comune sparso in quanto la sede comunale era nella località di Gazzo, sita al centro del territorio comunale, e non in quella che dava il nome al comune. Da marzo 2016, con il comune di San Giorgio di Mantova, ha fatto parte dell'Unione di comuni lombarda San Giorgio e Bigarello. In seguito al referendum popolare del 9 settembre 2018 ha cessato di esistere, con decorrenza 1º gennaio 2019, venendo incorporato nel comune confinante, il quale ha contestualmente mutato denominazione in San Giorgio Bigarello.

### Simboli
Lo stemma e il gonfalone erano stati concessi con decreto del presidente della Repubblica del 31 gennaio 1992.

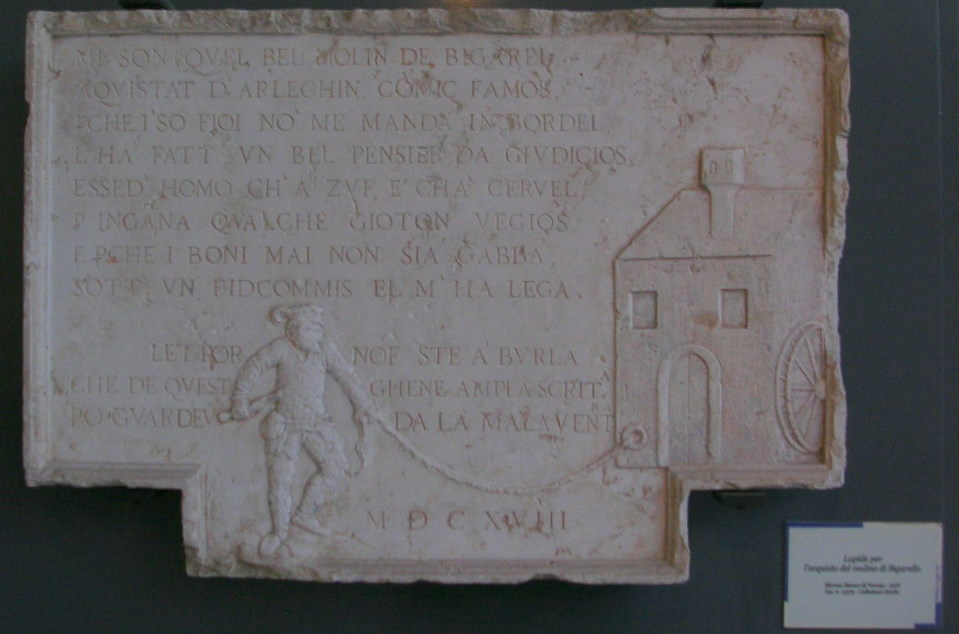
Arlecchino e il mulino di Bigarello - Museo della Città, Palazzo di San Sebastiano a Mantova.

Lo stemma si può blasonare:

## Monumenti e luoghi d'interesse
- Foresta della Carpaneta, bosco di pianura ottenuto grazie ad una opera di rimboschimento, realizzata dalla Regione Lombardia su terreni di proprietà regionale.

## Società

### Evoluzione demografica
Abitanti censiti

## Cultura

### Eventi
A Bigarello si svolge la sagra di Arlecchino, originario della località che dà il nome al municipio e simbolo dello stesso.

## Infrastrutture e trasporti
Il territorio è attraversato dalla ex strada statale 10 Padana Inferiore e dalla ex strada statale 249 Gardesana Orientale.
Gli abitati sono serviti dalla linea 6 Mantova - Canedole del trasporto pubblico locale interurbano della provincia di Mantova. La località Stradella è servita anche dalla linea urbana n°12 del trasporto pubblico locale della città di Mantova. In entrambi i casi, il servizio è affidato all'azienda APAM.

### Ferrovie
A Gazzo si trova la Stazione di Gazzo di Bigarello sulla linea Mantova-Monselice.